# Tú y yo (película de 2012)
Tú y yo (en italiano: Io e te) es una película dramática Italiana de 2012 dirigida por Bernardo Bertolucci, basada en la novela homónima de Niccolò Ammaniti. La película fue presentada en la sección oficial del Festival Internacional de Cine de Cannes de 2012. Fue la última obra que dirigió Bertolucci, fallecido el 26 de noviembre de 2018.

## Argumento
Lorenzo, un adolescente de 14 años, tiene dificultades para comunicarse con otras personas y presta más atención a su mundo interior que a la música, con la que pasa muchos momentos, o las hormigas, su alter ego. En una visita al psicólogo, se aprecia su carácter impaciente y sus instintos autodestructivos. Se atisba una familia deshecha y desestructurada, donde el complejo de Edipo no anda lejos de nuestro protagonista, de igual manera que en otra de las películas de Bertolucci, La luna.
Aprovechando que su clase se va a las montañas durante una semana para esquiar, Lorenzo se instala en secreto en el sótano de su edificio de apartamentos. Sin embargo, su soledad se ve interrumpida con la aparición inesperada de una chica especial y, en cierta manera, familiar. Ella es Olivia (Tea Falco). Tiene unos 20 años y es hija de un primer matrimonio de su padre. Con la joven, Lorenzo va a descubrir los estragos de la heroína y otras drogas en un cuerpo hermoso, insatisfecho, enfermo. La tensión y violencia de la relación desigual de los hermanos no es óbice para que al final la música de David Bowie cierre un viaje interior de los protagonistas a un mundo esperanzado y distinto.

## Reparto
- Jacopo Olmo Antinori como Lorenzo
- Tea Falco como Olivia
- Sonia Bergamasco como Madre de Lorenzo
- Pippo Delbono como psicólogo
- Veronica Lazar como abuela de Lorenzo

## Acogida
Oti Rodríguez Marchante del diario ABC dijo de esta película después de su estreno en el Festival Internacional de Cine de Cannes de 2012 "un melodrama claustrofóbico y juvenil muy en la línea de sus obsesiones cinematográficas, madre, hermanos, heroína y pubertad". Por su parte, Sergio Sánchez de la revista Fotogramas decía de la película "Lo peor de este film es que en esta isla desierta improvisada en plena urbe no pasa gran cosa, ni siquiera se materializa la intuición de una relación incestuosa que podría evocarnos al Bertolucci más psicoanalítico".